# Gelasine gigantea
Gelasine gigantea är en irisväxtart som beskrevs av Pierfelice Ravenna. Gelasine gigantea ingår i släktet Gelasine och familjen irisväxter.

## Underarter
Arten delas in i följande underarter:
- G. g. flexitepala
- G. g. gigantea